# Mersin
Mersin (in der Antike Zephyrion) ist eine an der türkischen Mittelmeerküste gelegene Stadt mit über einer Million Einwohner (Stand 2020) und Hauptstadt der gleichnamigen Provinz Mersin, die bis 2002 İçel hieß. Sie ist eine wichtige Hafenstadt am Mittelmeer. Die Stadt ist seit 1993 eine Büyükşehir belediyesi (Großstadtgemeinde) und damit flächen- und einwohnermäßig identisch mit der Provinz.

## Geschichte
Im Westen der Stadt finden sich Reste einer hethitischen Festung aus dem 14. oder 13. Jahrhundert vor Christus. Mersin wird in der Geschichte mit den Namen des Heiligen Paulus verbunden und damit, dass Marcus Antonius die Gebiete zwischen Alanya und Mersin Kleopatra zum Hochzeitsgeschenk machte.

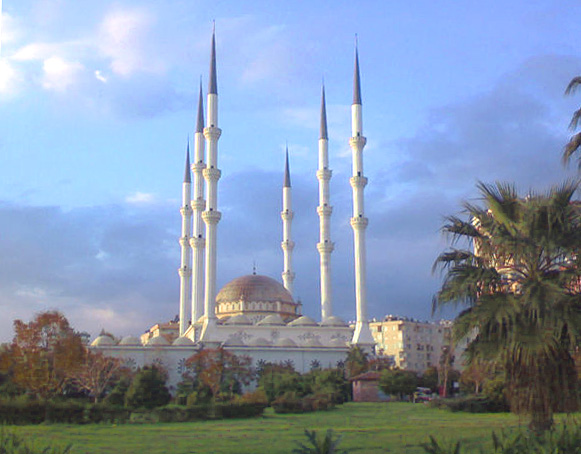
Muğdat-Moschee (1988 fertiggestellt)

Archäologisch bedeutsam ist das seit neolithischer Zeit bewohnte Viranşehir (in der Antike Soloi und Pompeiopolis). Die antike Stadt wurde im Jahr 525 bei einem Erdbeben zerstört. Die Überreste der Nekropole (Gräberfeld), Theater, Badehaus, Arkaden und Tempel sind erhalten. Das Römische Bad zieht wegen seiner interessanten Mosaiken sehr viele Besucher an.
Die Lateinisch-Katholische Sankt-Antonius-Kirche (1853), die griechisch-orthodoxe Kirche St. Michael und Gabriel und die „Alte Moschee“ (Eski Cami, 1870) zählen zu den wichtigsten Gebäuden aus der osmanischen Zeit. Das Kirchengebäude der Maroniten wurde in verschiedenen Perioden restauriert und in eine Moschee umgewandelt.

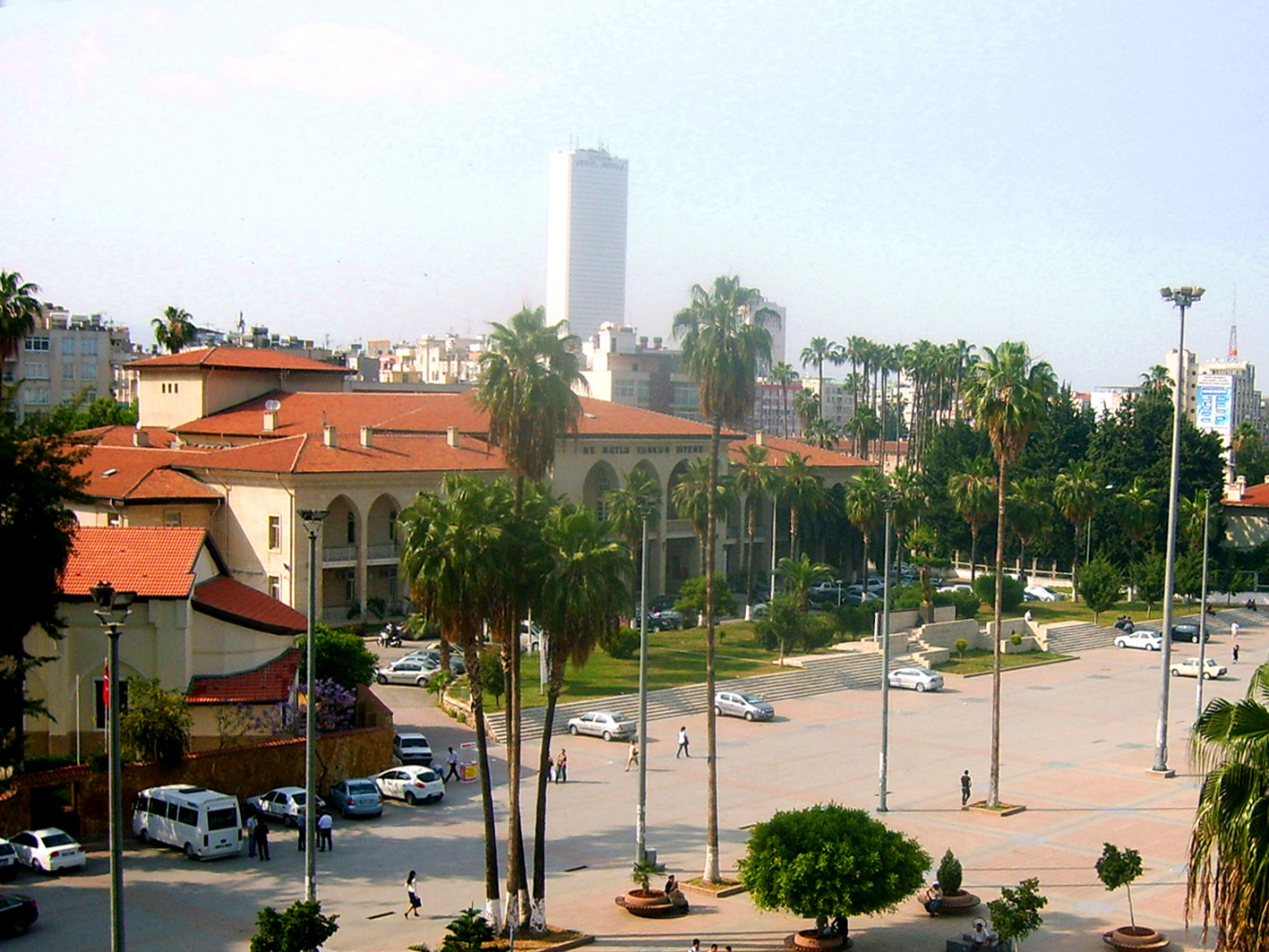
Mersins 1946 eröffnetes Halkevi, davor das 1944 erstellte Atatürk-Denkmal

Im Dezember 1919 ereignete sich die Besetzung der Stadt durch französische Truppen. Nach dreijähriger Besetzung erfolgte im Oktober 1922 der Einmarsch der Truppen der Nationalbewegung Ankaras und der Abzug der ausländischen Besatzungstruppen. 1933 wurden die Provinz Mersin (Provinzhauptstadt Mersin) mit der Nachbarprovinz İçel (Provinzhauptstadt Silifke) zusammengeführt. Mersin wurde die neue Provinzhauptstadt der beiden vereinigten Provinzen und der Provinzname İçel wurde mit dem Gesetz Nr. 2197 für die vereinigte Provinz übernommen. Mit dem Gesetz Nr. 4764 wurde der Name der Provinz im Jahr 2002 zu „Mersin“ umgewandelt. Der moderne Hafen der Stadt wurde nach der Bauzeit 1955–1961 eröffnet. 1993 wurde die Stadt zur Großstadtgemeinde (Büyükşehir belediyesi) erklärt. Mersin hat die Mittelmeerspiele 2013 ausgetragen.
An die einstige religiös-kulturelle Vielfalt in der Stadt erinnern heute Viertel wie Laskiye Mahallesi (Latakia-Viertel), Frenk Mahallesi (Viertel der Europäer), Giritli Mahallesi (Viertel der Kreter) und Hıristiyan Köyü Mahallesi (Viertel des christlichen Dorfes).

## Verwaltung, administrative Gliederung
Durch das Gesetz Nr. 5747 wurde der zentrale Landkreis (Merkez Ilçe) der Provinz Mersin im Juli 2008 aufgelöst und in vier neue Kreise geteilt:
- Toroslar im Norden (etwa 51 % der Fläche),
- Mezitli im Westen (etwa 27 % der Fläche),
- Akdeniz im Osten (etwa 14 % der Fläche) und
- Yenişehir im Süden (etwa 8 % der Fläche).

Aktuelle und belegbare Flächenangaben liegen z. Z. nicht vor.
Die 22 bestehenden Gemeinden (Belediye) und die 62 Dörfer (Köy) wurden dabei wie folgt „verteilt“:
- Kreis Akdeniz:
  - acht Dörfer und
  - acht Gemeinden, davon:
    - wurden sechs in die Kreisstadt eingegliedert (Adanalıoğlu, Bahçeli, Dikilitaş, Karacailyas, Kazanlı und Yenitaşkent)
    - blieben zwei selbständig erhalten (Bağcılar und Huzurkent)
- Kreis Mezitli:
  - 15 Dörfer und
  - fünf Gemeinden, davon:
    - wurden drei in die Kreisstadt eingegliedert (Davultepe, Tece und Kuyuluk)
    - blieben zwei selbständig erhalten (Fındıkpınarı und Tepeköy)
- Kreis Toroslar:
  - 31 Dörfer und
  - Gemeinden, davon:
    - wurden drei in die Kreisstadt eingegliedert (Dorukkent, Arpaçsakarlar und Yalınayak)
    - blieben fünf selbständig erhalten (Arslanköy, Ayvagediği, Gözne, Güzelyayla und Soğucak)
- Kreis Yenişehir
  - acht Dörfer und
  - eine Gemeinde, die
    - selbständig geblieben ist (Değirmençay).

Bei der Verwaltungsreform ab 2013 wurden schließlich alle Gemeinden und Dörfer zu Mahalle (Stadtviertel/Ortsteile) herabgestuft und direkt dem Landkreis unterstellt worden, der jetzt auch als Stadtbezirk fungierte. Zuvor wurden die Mahalle der Gemeinden, außer jene der Kreisstadt, vereint.

## Bevölkerungsentwicklung

### Ergebnisse der Volkszählungen
Nachfolgende Tabellen geben den bei den 14 Volkszählungen dokumentierten Einwohnerstand der Stadt (Şehir), des zentralen Landkreises (Merkez İlçe) und der Provinz İçel/Mersin wieder. Die Werte entstammen E-Books (der Originaldokumente) und aus der Datenabfrage des Türkischen Statistikinstituts TÜIK
| Jahr | Stadt   | zentr. Kreis | Provinz   |
| ---- | ------- | ------------ | --------- |
| 1927 | 21.765  | 46.831       | 211.543   |
| 1935 | 27.620  | 62.343       | 244.236   |
| 1940 | 30.007  | 67.010       | 257.709   |
| 1945 | 33.148  | 74.855       | 279.484   |
| 1950 | 36.463  | 84.368       | 317.929   |
| 1955 | 50.104  | 95.349       | 371.667   |
| 1960 | 68.485  | 121.517      | 444.523   |
| 1965 | 86.692  | 143.948      | 511.273   |
| 1970 | 112.982 | 177.454      | 590.943   |
| 1975 | 152.236 | 226.555      | 714.817   |
| 1980 | 216.308 | 303.275      | 843.931   |
| 1985 | 314.350 | 411.654      | 1.034.085 |
| 1990 | 422.357 | 547.835      | 1.266.995 |
| 2000 | 537.842 | 733.660      | 1.651.400 |

### Fortschreibung der Bevölkerung
Der Anteil der vier neugebildeten Kreise an der Provinzbevölkerung.

Nachfolgende Tabelle zeigt die jährliche Bevölkerungsentwicklung nach der Fortschreibung durch das 2007 eingeführte adressierbare Einwohnerregister (ADNKS).
|            | 2007      | 2008      | 2009      | 2010      | 2011      | 2012      | 2013      | 2014      | 2015      | 2016      | 2017      | 2018      | 2019      | 2020      |
| ---------- | --------- | --------- | --------- | --------- | --------- | --------- | --------- | --------- | --------- | --------- | --------- | --------- | --------- | --------- |
| Akdeniz    |           | 283.011   | 290.463   | 282.139   | 280.720   | 281.157   | 279.383   | 276.058   | 272.366   | 272.309   | 268.876   | 264.618   | 262.265   | 259.381   |
| Mezitli    | 122.574   | 130.450   | 138.168   | 145.243   | 151.394   | 158.482   | 164.429   | 171.837   | 181.167   | 187.536   | 194.019   | 204.240   | 211.538   |           |
| Toroslar   | 267.427   | 275.852   | 274.982   | 277.437   | 276.420   | 277.658   | 281.130   | 285.971   | 291.408   | 295.663   | 296.582   | 303.010   | 310.606   |           |
| Yenişehir  | 182.246   | 192.038   | 196.206   | 203.768   | 212.813   | 224.895   | 233.489   | 240.452   | 247.459   | 253.380   | 258.694   | 266.117   | 268.776   |           |
| Summe      | 825.299   | 855.258   | 888.803   | 891.495   | 907.168   | 921.784   | 940.418   | 955.106   | 970.626   | 992.343   | 1.005.455 | 1.013.913 | 1.035.632 | 1.050.301 |
| PROVINZ    | 1.595.938 | 1.602.908 | 1.640.888 | 1.647.899 | 1.667.939 | 1.682.848 | 1.705.774 | 1.727.255 | 1.745.221 | 1.773.852 | 1.793.931 | 1.814.468 | 1.840.525 | 1.868.757 |
| Anteil (%) | 51,71     | 53,36     | 54,17     | 54,10     | 54,39     | 54,78     | 55,13     | 55,30     | 55,62     | 55,94     | 56,05     | 55,88     | 56,27     | 56,20     |

## Klima

### Klimatabelle
|                        | Jan   | Feb  | Mär  | Apr  | Mai  | Jun  | Jul  | Aug  | Sep  | Okt  | Nov  | Dez   |   |       |
| Mittl. Temperatur (°C) | 11,0  | 12,0 | 14,9 | 18,2 | 22,1 | 25,8 | 28,7 | 29,3 | 27,0 | 23,0 | 17,2 | 12,6  | ⌀ | 20,2  |
| Mittl. Tagesmax. (°C)  | 15,2  | 16,2 | 19,0 | 22,2 | 25,8 | 29,1 | 31,9 | 32,8 | 31,1 | 27,9 | 22,1 | 16,9  | ⌀ | 24,2  |
| Mittl. Tagesmin. (°C)  | 7,6   | 8,2  | 10,9 | 14,4 | 18,6 | 22,6 | 25,8 | 26,3 | 23,2 | 18,6 | 13,0 | 9,1   | ⌀ | 16,6  |
|                        |       |      |      |      |      |      |      |      |      |      |      |       |   |       |
| Niederschlag (mm)      | 115,9 | 79,0 | 56,1 | 34,6 | 26,7 | 12,0 | 9,3  | 7,3  | 13,4 | 35,7 | 80,2 | 162,7 | Σ | 632,9 |
|                        |       |      |      |      |      |      |      |      |      |      |      |       |   |       |
| Sonnenstunden (h/d)    | 4,8   | 5,6  | 6,8  | 7,7  | 8,5  | 9,8  | 10,1 | 9,8  | 9,1  | 7,6  | 5,9  | 4,6   | ⌀ | 7,5   |
|                        |       |      |      |      |      |      |      |      |      |      |      |       |   |       |
| Regentage (d)          | 10,1  | 9,1  | 7,4  | 7,3  | 6,1  | 2,7  | 1,0  | 1,0  | 2,1  | 5,3  | 6,4  | 10,8  | Σ | 69,3  |

| 7,6 |

| 8,2 |

| 10,9 |

| 14,4 |

| 18,6 |

| 22,6 |

| 25,8 |

| 26,3 |

| 23,2 |

| 18,6 |

| 13,0 |

| 9,1 |

| 7,6 |

| 8,2 |

| 10,9 |

| 14,4 |

| 18,6 |

| 22,6 |

| 25,8 |

| 26,3 |

| 23,2 |

| 18,6 |

| 13,0 |

| 9,1 |

## Wirtschaft und Infrastruktur

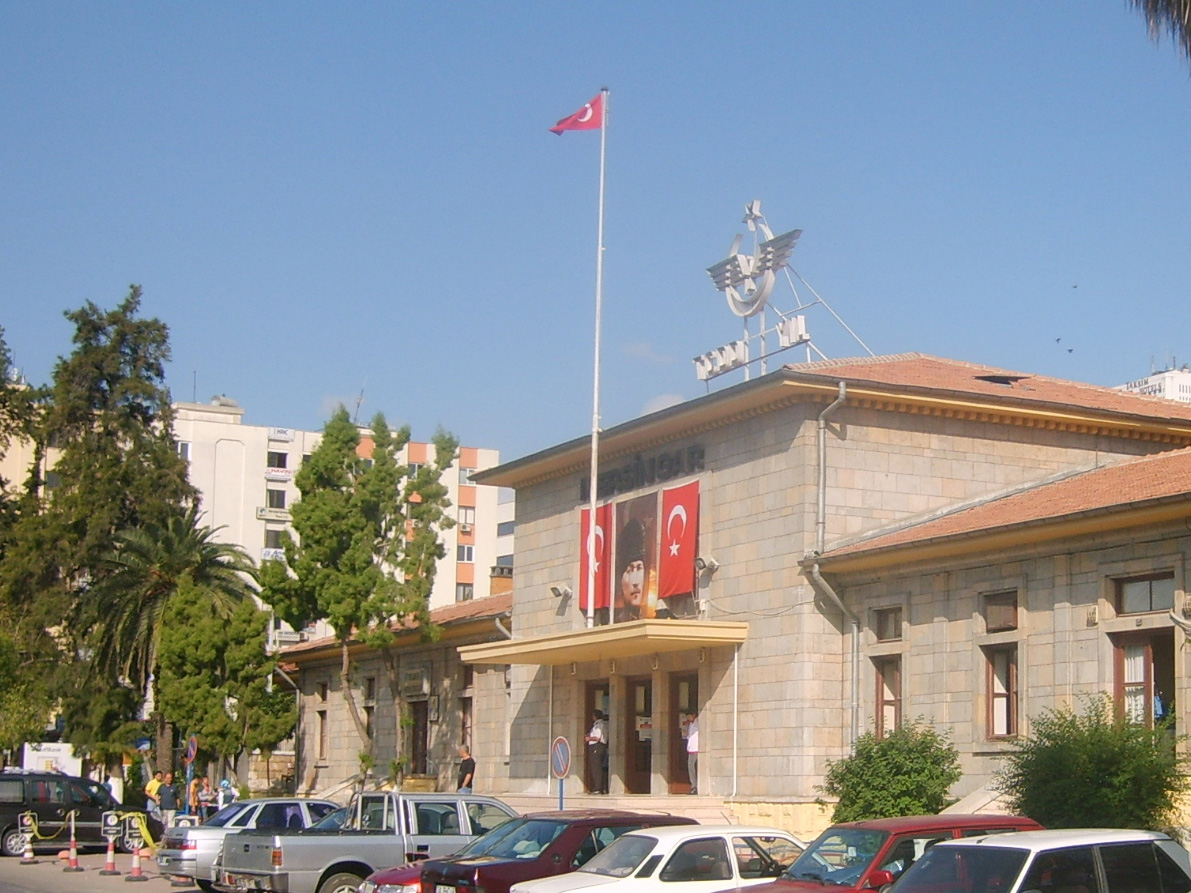
Der moderne Bahnhof Mersins wurde 1955 an den alten Bahnhof angebaut.

Sie ist Universitätsstadt, außerdem auch Sitz einer ozeanografischen Abteilung der Technischen Universität Ankara. Wirtschaftliche Bedeutung haben der Hafen (für die Çukurova), die Fischerei sowie die Erdöl-, Zement-, Nahrungsmittel- und Textilindustrie. Der „Mertim-Tower“ (MERsin TIcaret Merkezi = Mersin-Handelszentrum) ist mit 177 m das zurzeit höchste Gebäude von Mersin und eines der höchsten in der Türkei. Er hat 52 Etagen und wurde 1987 fertiggestellt.
In der Nähe von Mersin liegt Akkuyu. Dort wird seit vielen Jahren das Kernkraftwerk Akkuyu geplant, obwohl dieser Standort in der Nähe eines Treffpunktes von vier tektonischer Platten (Anatolische Platte, Arabische Platte, Afrikanische Platte und Eurasische Platte) liegt. 2015 wurde der Grundstein gelegt, am 3. April 2018 gaben der russische Staatspräsident Putin, und der türkische Präsident Erdoğan den „Startschuss“ für den Bau dieses ersten Atomkraftwerks der Türkei, der unter Federführung der russischen Rosatom erfolgt. (Siehe auch Kernenergie in der Türkei)
Die Stadt ist Endstation einer Zweiglinie der Bagdadbahn. Sie ist aus Adana gut mit der S-Bahn (Banliyö Trenleri) zu erreichen.

## Sonstiges

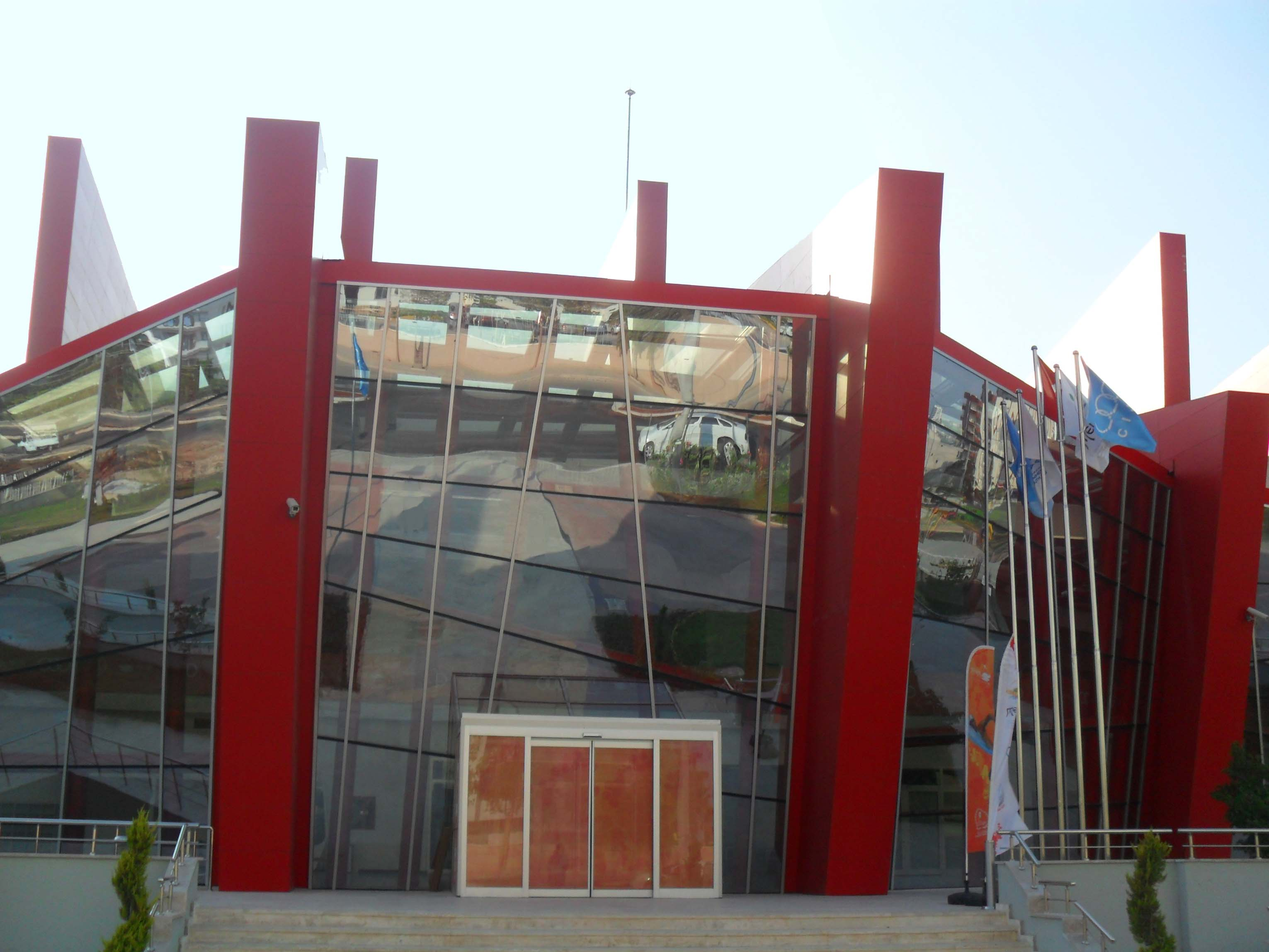
Das Olympische Hallenbad Mersins

- Nordöstlich der Stadt befindet sich der rätselhafte Direklitaş oder Dikilitaş genannte Felsquader, ein 10 m hoher und kaum 4 m breiter, partiell bearbeiteter Monolith, vermutlich ein unvollendetes antikes Denkmal.
- Mit dem Ziel, die seit einigen Jahren bestehenden Beziehungen zwischen Mersin und Berlin zu einer neuen Qualität zu führen, ist am 16. Februar 2006 der Freundschaftsverein Berlin – Mersin e. V. entstanden. Der Freundschaftsverein organisiert zusammen mit dem Bezirksamt Tempelhof-Schöneberg den partnerschaftlichen Austausch zwischen Bürgern von Berlin (Tempelhof-Schöneberg) und Mersin (Mezitli). Im Mittelpunkt der Vereinsarbeit steht der Gedanke der Völkerverständigung. Seit 2012 besteht eine Städtepartnerschaft zwischen beiden Bezirken. Außerdem unterhält Mersin seit 2004 eine Städtepartnerschaft zu Oberhausen im Ruhrgebiet.
- Da der Weltpostverein die Türkische Republik Nordzypern nicht als eigenständigen Staat anerkennt, können Briefe dorthin zugestellt werden, indem sie mit einer Postleitzahl Mersins versehen werden.[9]

## Wappen
Das Wappen der Stadt wurde durch einen Wettbewerb im Jahre 1975 festgelegt, der Siegesentwurf stammt von Abdullah Taşçı. Das runde Wappen zeigt im unteren Abschnitt das Mittelmeer mit einer M-förmigen Welle, oberhalb befindet sich in Orange eine Sonne am Horizont, die zugleich das bekannte Erzeugnis der Umgebung, die Orange symbolisiert.

## Söhne und Töchter der Stadt
- Ahmet Kireççi (1914–1978), Ringer; Olympiasieger (1948)
- Anton Christoforidis (1917–1985), griechischer Boxweltmeister
- Bülent Eken (1923–2016), Fußballspieler, -trainer und -funktionär
- Nevit Kodallı (1924–2009), Komponist
- Atıf Yılmaz (1925–2006), Filmregisseur, Drehbuchautor und Filmproduzent
- Semih Tezcan (1942–2017), türkisch-deutscher Turkologe
- Yaşar Bilgin (* 1950), deutscher Mediziner und Politiker (CDU)
- Asaf Pekdeğer (1950–2011), deutsch-türkischer Geowissenschaftler und Professor für Hydrogeologie
- Semra Ertan (1956–1982), Arbeitsmigrantin und Schriftstellerin; gestorben durch Selbstverbrennung
- Tayfun Bademsoy (* 1958), deutsch-türkischer Schauspieler und Synchronsprecher
- Bergen (1959–1989), Sängerin der arabesken Musik
- Aysun Bademsoy (* 1960), deutsch-türkische Filmregisseurin und Drehbuchautorin
- Sema Meray (* 1960), deutsch-türkische Schauspielerin und Autorin
- Konca Kuriş (1962–1998/1999), muslimische Feministin
- Mansur Ark (* 1965), Sänger und Songwriter
- Serap Çileli (* 1966), Schriftstellerin
- Kurthan Yılmaz (* 1969), Fußballspieler
- Mustafa Türker Arı (* 1972), Diplomat der Republik Türkei
- Alper Gezeravcı (* 1979), Kampfpilot und Raumfahrer-Anwärter
- İlhan Ummak (* 1979), Fußballspieler
- Güzide Duran (* 1980 oder 1981), Schauspielerin und Model
- Fatma Toptaş (* 1982), Schauspielerin
- Kerim Zengin (* 1985), Fußballspieler
- Nevin Yanıt (* 1986), Hürdenläuferin
- Sevim Sinmez Serbest (* 1987), Leichtathletin
- Tuğçe Şahutoğlu (* 1988), Hammerwerferin
- Koray Şanlı (* 1989), Fußballspieler
- Tunç Murat Behram (* 1990), Fußballspieler
- Muğdat Çelik (* 1990), Fußballspieler
- Fatih Kaldan (* 1990), Fußballtorhüter
- Efe Halil Özarslan (* 1990), Fußballspieler
- Emre Gürbüz (* 1991), Fußballspieler
- Aytaç Öden (* 1991), Fußballspieler
- Mehmet Taş (* 1991), Fußballspieler
- Aslı Sümen (* 1994), Schauspielerin, Model und Gewinnerin eines Schönheitswettbewerbs
- Sinan Ören (* 1998), Leichtathlet
- Mikdat Sevler (* 1998), Hürdenläufer
- Emre Can Dönmez (* 1999), Fußballspieler
- Ersu Şaşma (* 1999), Stabhochspringer
- Ahmet Kaplan (* 2002), Rollstuhltennisspieler